# Instrumentista
Un/a instrumentista és una persona que en una interpretació musical toca un instrument, o que ha fet de la interpretació instrumental la seva professió.
Habitualment l'exercici de la interpretació amb un instrument es designa amb el nom de l'instrument i el sufix -ista: violinista, pianista, arpista… De totes maneres hi ha algunes excepcions. En la música tradicional trobem algunes denominacions acabades amb -er, com graller, timbaler o gaiter, i encara alguna altra en -aire, com flabiolaire o cornamusaire (també anomenat sacaire en referència al sac de gemecs. En altres casos, el sufix -ista, no s'aplica directament al nom de l'instrument per ser, aquest compost, com en el cas de qui toca la viola de gamba que es denomina gambista. Finalment, hi ha altres denominacions que, tot i que són correctes, no s'usen gaire; en aquells casos la denominació de l'instrument s'utilitza per designar qui el toca. Per exemple, no es parla tant d'un/a tiblista sinó d'un/a tible referint-se a qui toca aquest instrument.